# 巴拉圭国徽
巴拉圭國徽為圓形。目前版本於2013年開始使用，中間為一顆黃五角星，置於一藍圓上，圍以棕櫚和橄欖枝條。紅圈上書有國名。最後一環為黑色。

## 历史国徽
- 1823年-1842年
- (1842-1990, 正面)
- (1842-1990, 反面)
- (1990-2013, 正面)
- (1990-2013, 反面)